# Maria-Tenhemelopnemingkerk (Ahaus)
De Maria-Tenhemelopnemingkerk (Duits: Mariä Himmelfahrt, ook: St. Marien) is een rooms-katholiek kerkgebouw in Ahaus (Noordrijn-Westfalen).

## Geschiedenis en architectuur
De eerste katholieke kerk in Ahaus werd in de 14e eeuw opgericht. Deze zaalkerk werd in het jaar 1400 door een brand verwoest. Daarna volgde de bouw van een drieschepige kerk, die werd voltooid met de nog altijd bestaande 68 meter hoge toren uit de jaren 1498-1519
Een stadsbrand in 1863 verwoestte ook deze gotische kerk. Het kerkgebouw werd nu binnen de bewaarde buitenmuren als een drieschepige neogotische hallenkerk met een rechthoekig koor herbouwd. De bakstenen nieuwbouw telde vier traveeën en kwam in 1865 gereed. De zandstenen toren werd naar het ontwerp van Hilger Hertel met hetzelfde bouwmateriaal verhoogd. De verbrande barokke bekroning van de toren werd vervangen door een neogotische spits. In 1896 werd dit kerkgebouw nog eens uitgebreid met een derde zijschip.
Wegens de gebrekkige bouw vertoonde de stabiliteit van het kerkschip aan het begin van de jaren 1960 ernstige gebreken. Daarom werd in 1963 tot de afbraak en vervanging door nieuwbouw besloten. In 1965 volgde de sloop en de eerstesteenlegging van het nieuwe kerkgebouw, dat naar het ontwerp van Erwin Schiffer uit Keulen werd uitgevoerd en in 1966 werd ingewijd.
De lichte, rechthoekige betonnen bouw heeft op alle kanten een lamellengevel. De ramen werden door Georg Meistermann vervaardigd.

## Interieur
De liturgische inventaris stamt overwegend uit de nieuwbouwtijd van 1965.
Oudere voorwerpen:
- Een zandstenen kruis van 300 jaar oud, dat oorspronkelijk aan de zuidelijke kant van de toenmalige kerk stond en later als kruis op het kerkhof stond, staat tegenwoordig in de kerk.
- Aan de noordelijke muur bevindt zich een voorstelling van Anna te Drieën uit circa 1700. Het werd tot 1969 voor het Anna-altaar tijdens de Sacramentsprocessie gebruikt.
- Twee reliëfs van de neogotische zijaltaren.
- Het doopvont stamt uit de oude kerk.
- In het ingangsportaal van de oude toren bevindt zich een timpaan met het alliantiewapen van Horstmar-Ahaus uit de 14e eeuw.
- Waar de toren overgaat in de kerk zijn twee stenen tafels uit 1865 aangebracht, die herinneren aan de stadsbrand en de wederopbouw van de kerk.

## Trivia
Op grond van de vermeende overeenkomsten met de architectuur van de warenhuizen van Horten AG kreeg de kerk de bijnaam "Sint-Horten". In dit kader schreef Robert Gernhardt het architectuurkritische gedicht "St. Horten in Ahaus".